# Vinäsgravens naturvårdsområde
Vinäsgravens naturvårdsområde är ett naturvårdsområde (sedan 1999 likställt med naturreservat) i Mora kommun i Dalarnas län.
Området är naturskyddat sedan 1980 och är 53 hektar stort. Reservatet omfattar Vinäsbäcken och dess ravin i södra Mora. Reservatet består av lövskog och tallskog.